# Marius Manolache (politician)
Marius Manolache (n. 5 mai 1968, Ștefănești, România) este un avocat și politician român , deputat în Parlamentul României în legislatura 2012-2016, ales în circumscriptia electorală Mehedinți din partea Partidului Social Democrat.